# Alixan
 (septembre 2019).
Alixan est une commune française située dans le département de la Drôme, en région Auvergne-Rhône-Alpes.

## Géographie

### Situation et description
La commune, traversée par le 45e parallèle nord, est donc située à égale distance du pôle Nord et de l'équateur terrestre (environ 5 000 km).

L'intersection du 45e parallèle nord et du 5e méridien à l'est de Greenwich se trouve sur le territoire de la commune (voir aussi le Degree Confluence Project)[réf. nécessaire].
Alixan se trouve à 114 km de Lyon et à 80 km de Grenoble. Bien que d'aspect encore partiellement rurale, la commune est rattachée à la communauté d'agglomération Valence Romans Agglo.

### Hydrographie
La commune est arrosée par les cours d'eau suivants :
- le canal secondaire n° 2 de la Bourne ;
- la Barberolle.

### Climat
Pour des articles plus généraux, voir Climat d'Auvergne-Rhône-Alpes et Climat de la Drôme.
En 2010, le climat de la commune est de type climat méditerranéen altéré, selon une étude du CNRS s'appuyant sur une série de données couvrant la période 1971-2000. En 2020, Météo-France publie une typologie des climats de la France métropolitaine dans laquelle la commune est exposée à un climat de montagne ou de marges de montagne et est dans la région climatique Moyenne vallée du Rhône, caractérisée par un bon ensoleillement en été (fraction d’insolation > 60 %), une forte amplitude thermique annuelle (4 à 20 °C), un air sec en toutes saisons, orageux en été, des vents forts (mistral), une pluviométrie élevée en automne (250 à 300 mm).
Pour la période 1971-2000, la température annuelle moyenne est de 12,5 °C, avec une amplitude thermique annuelle de 17,7 °C. Le cumul annuel moyen de précipitations est de 852 mm, avec 7,6 jours de précipitations en janvier et 5 jours en juillet. Pour la période 1991-2020, la température moyenne annuelle observée sur la station météorologique de Météo-France la plus proche, « Valence-Chabeui »sur la commune de Chabeuil à 8 km à vol d'oiseau, est de 13,3 °C et le cumul annuel moyen de précipitations est de 873,9 mm,. Pour l'avenir, les paramètres climatiques de la commune estimés pour 2050 selon différents scénarios d'émission de gaz à effet de serre sont consultables sur un site dédié publié par Météo-France en novembre 2022.

### Voies de communication et transports

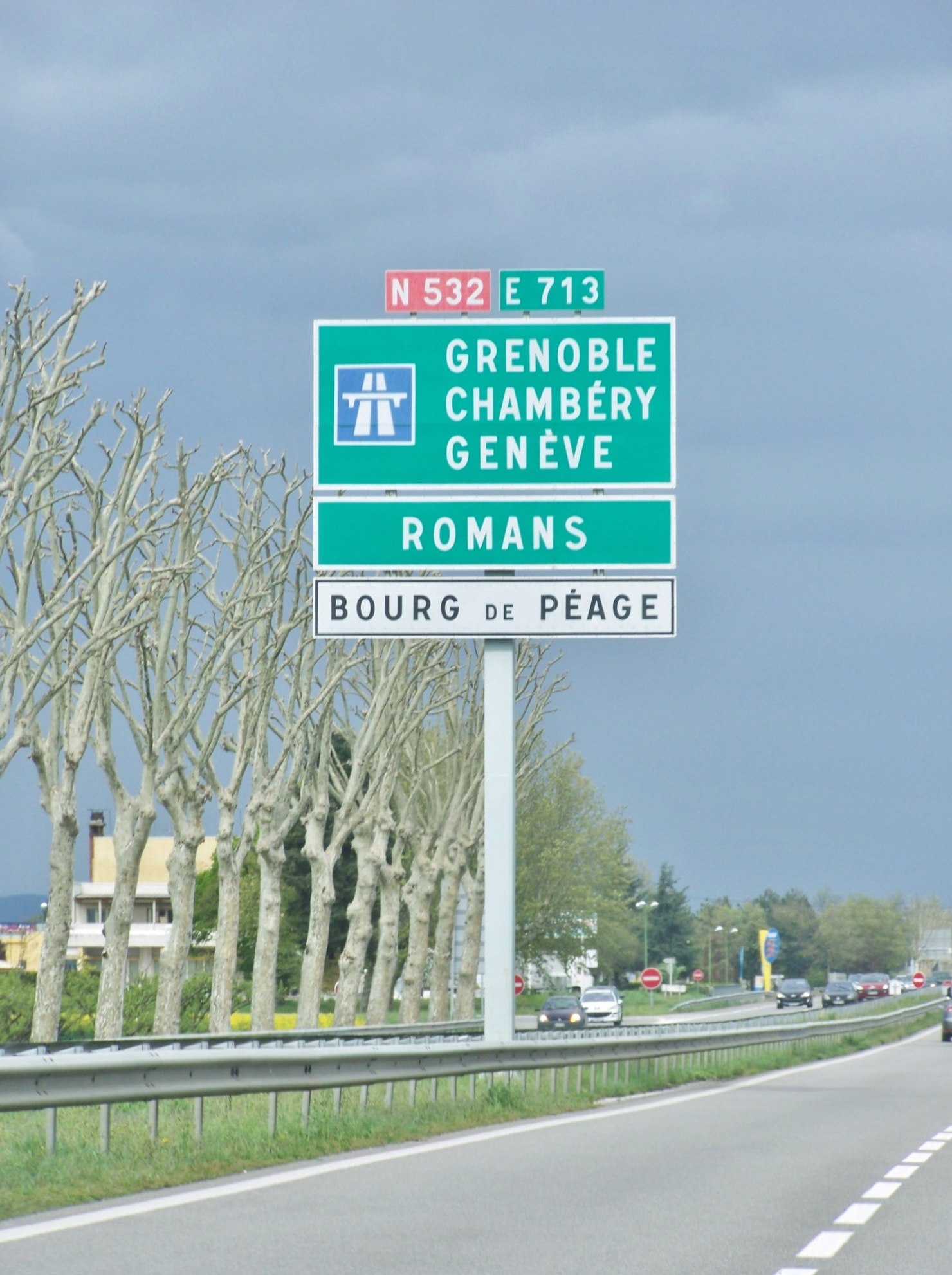
Panneau routier de la RN 532 près d'Alixan.

La commune est traversée par le périphérique valentinois (route nationale 532) et par la route départementale 538 (axe de Romans-sur-Isère à Crest).
La gare de Valence TGV est située sur le territoire communal d'Alixan.
La commune d'Alixan est desservie par le réseau de bus Citéa.

## Urbanisme

### Typologie
Au 1er janvier 2024, Alixan est catégorisée commune rurale à habitat dispersé, selon la nouvelle grille communale de densité à 7 niveaux définie par l'Insee en 2022.
Elle est située hors unité urbaine. Par ailleurs la commune fait partie de l'aire d'attraction de Valence, dont elle est une commune de la couronne,. Cette aire, qui regroupe 71 communes, est catégorisée dans les aires de 200 000 à moins de 700 000 habitants,.

### Occupation des sols
L'occupation des sols de la commune, telle qu'elle ressort de la base de données européenne d’occupation biophysique des sols Corine Land Cover (CLC), est marquée par l'importance des territoires agricoles (93,5 % en 2018), en diminution par rapport à 1990 (96 %). La répartition détaillée en 2018 est la suivante : terres arables (70,8 %), cultures permanentes (15,1 %), zones agricoles hétérogènes (7,5 %), zones industrielles ou commerciales et réseaux de communication (2,8 %), zones urbanisées (2,4 %), mines, décharges et chantiers (1,3 %). L'évolution de l’occupation des sols de la commune et de ses infrastructures peut être observée sur les différentes représentations cartographiques du territoire : la carte de Cassini (XVIIIe siècle), la carte d'état-major (1820-1866) et les cartes ou photos aériennes de l'IGN pour la période actuelle (1950 à aujourd'hui).

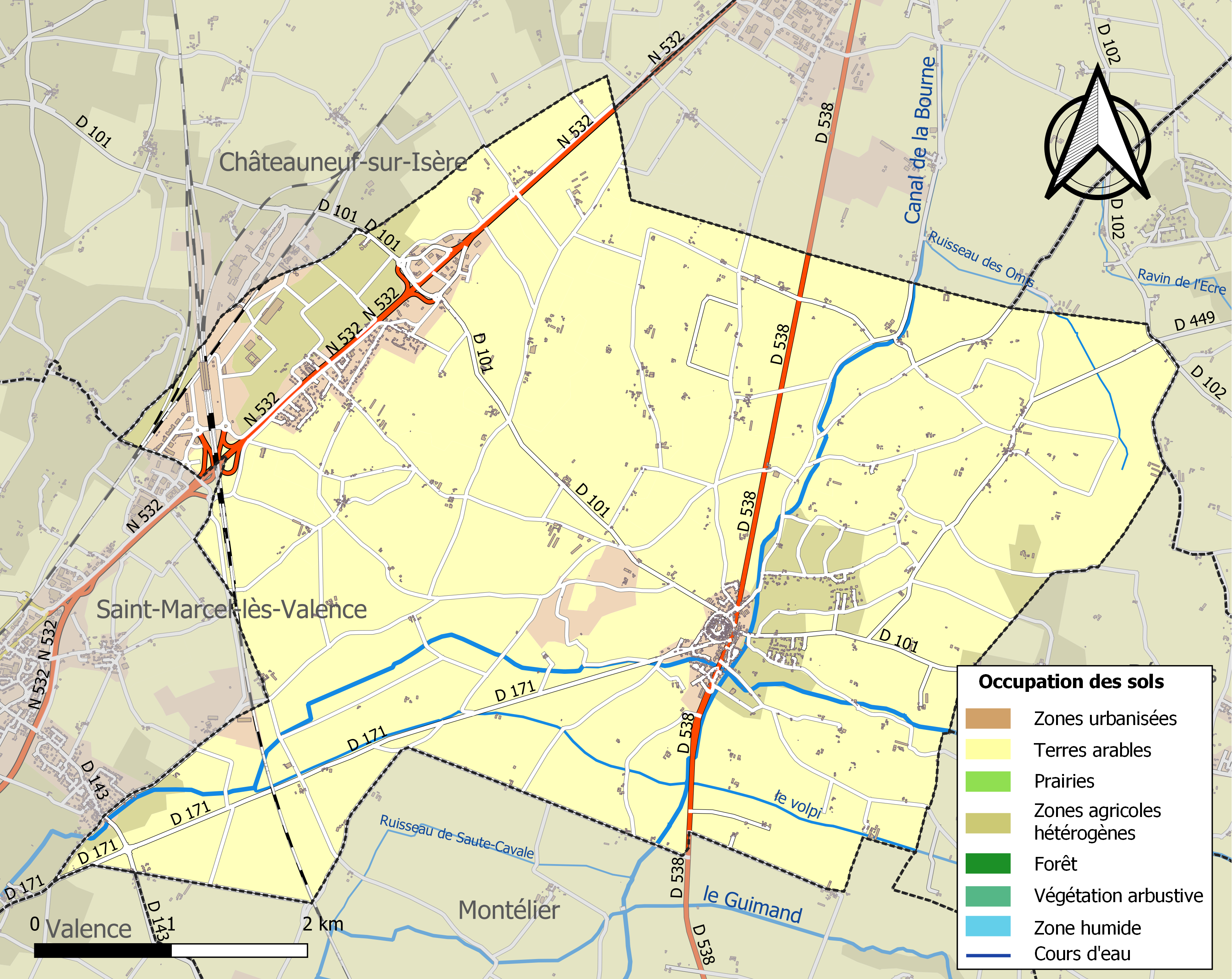
Carte des infrastructures et de l'occupation des sols de la commune en 2018 (CLC).

### Morphologie urbaine
Alixan est un exemple de village circulaire dans la Drôme. Le village s'enroule en trois anneaux autour d'un piton central en molasse.

## Toponymie

### Attestations anciennes
La forme moderne Alixan n'est attestée qu'au Xe siècle.
Dictionnaire topographique du département de la Drôme :
- 915 : villa de Alexiano (cartulaire de Romans, 96) (étudié par Ernest Nègre[15]) ;
- 1157 : castrum Alexiani (Gall. Christ., XVI, 104) ;
- 1163 : Aleissais (cartulaire de Léoncel, 11) ;
- 1192 : Aleissa (cartulaire de Léoncel, 47) ;
- 1194 : Alaisan (cartulaire de Léoncel, 54) ;
- 1194 : Alexanum (cartulaire de Léoncel, 65) ;
- 1223 : castrum de Alisio (cartulaire de Léoncel, 91) ;
- XIIIe siècle : Alixsan (J. Ollivier, Essais sur Valence, 324) ;
- 1344 : castrum Aleysano (Cart. Cleyriaci [cartulaire de Clérieux], 54) ;
- 1442 : Alexia (choix de documents, 273) ;
- 1540 : Alexianum (du Rivail, De Allobrog., 77) ;
- 1549 : cura Aleyziani (rôle de décimes) ;
- 1549 : Alissan (rôle de tailles) ;
- 1580 : Leyssans (Mémoires d'E. Piémond, 131) ;
- 1754 : Alleissan (archives de la Drôme, E 4576) ;
- 1891 : Alixan, commune du canton de Bourg-de-Péage.

### Étymologie
Ce toponyme dérive du nom latin Alexianus (du grec alexein (« dominer ») et du suffixe latin de propriété -anum, qui a donné la terminaison -an caractéristique du sud de la France (-ano en Italie). Il signifie la « terre d'Alexius », Alexius étant probablement le premier propriétaire d'une villa romaine à l'origine du village.

## Histoire

### Antiquité: les Gallo-romains
Présence romaine : découvertes du XIXe siècle (monnaies, tuiles). À la suite de la guerre des Gaules, la fondation de la colonie de Valence entraîne la distribution de terres aux anciens légionnaires dans la plaine de Valence[réf. nécessaire].

### Du Moyen Âge à la Révolution
- 1067 : Alixan fait partie des possessions des évêques de Valence. À l'époque, ces évêques sont vassaux du Saint-Empire romain germanique[réf. nécessaire].
- La terre était du patrimoine de l'église épiscopale de Valence dont les droits furent confirmés en 1107 par l'empereur Frédéric Ier.

Elle fut, dans un partage des biens de cette église, attribuée aux évêques qui la gardèrent jusqu'à la Révolution.
Du milieu du XIIIe siècle au milieu du XIVe siècle : Alixan est la victime des guerres entre les comtes de Valentinois et les évêques de Valence qui durent presque un siècle. En 1357. Le village est détruit par un incendie provoqué par les troupes comtales[réf. nécessaire].
Possession des comtes de Valentinois[réf. à confirmer].
1349 : Le Dauphiné est rattaché au royaume de France.
En 1448 et 1450, le château d'Alixan reçoit la visite du futur Louis XI de France, alors Dauphin de Viennois (voir Dauphiné)[réf. nécessaire].
À la fin du XVe siècle, Alixan, comme d'autres communes de la région, accueille des réfugiés de l'Église évangélique vaudoise, courant religieux issu du catholicisme, mais précurseur de la Réforme protestante[réf. nécessaire].
Au XVIe siècle, le village subit les guerres de Religion. Il est pris et repris alternativement par les catholiques et les huguenots à plusieurs reprises. Il y eut de nombreux dégâts (remparts, église, château, prieuré de Coussaud)[réf. nécessaire].
Les registres paroissiaux d'Alixan les plus anciens datent de 1553. Ils sont accessibles sur le site web des archives départementales de la Drôme. L'acte le plus ancien concerne la naissance d'Antoine Gonin, fils de Jean, né le 8 août 1553.
XVIIe et XVIIIe siècles : la commune subit des épidémies et des catastrophes naturelles qui détruisent les récoltes. Des loups dévorent des enfants en 1717[réf. nécessaire].
Sous l'Ancien Régime, la communauté gérait ses affaires de manière autonome, tous les habitants ayant part à l'assemblée du village, mais elle était assez peu fréquentée.
1789 (démographie) : 386 familles.
Avant 1790, Alixan était une communauté de l'élection, subdélégation et bailliage de Valence.

Elle formait une paroisse du diocèse de Valence dont l'église était dédié à saint Didier et dont les dîmes appartenaient au prieur de Coussaud.

#### Coussaud
Dictionnaire topographique du département de la Drôme :
- 1165 : Cozau (cartulaire de Léoncel, 12) ;
- 1192 : parrochia de Cossau, parrochia de Cozau, prior de Couzaut et Cousau (cartulaire de Léoncel, 47) ;
- 1195 : Coszau (cartulaire de Léoncel, 57) ;
- 1207 : prior de Coczau (cartulaire de Léoncel) ;
- 1240 : claustrum de Cossaut (cartulaire de Romans, 370) ;
- 1264 : Corzau (cartulaire de Léoncel, 217) ;
- 1275 : prioratus Sancti Martini de Cossaud (cartulaire de Léoncel, 237) ;
- XIVe siècle : prioratus de Cossaudo (pouillé de Valence) ;
- XVe siècle : prioratus Alessiani sive de Cossauda (pouillé de Valence) ;
- 1891 : Coussaud, chapelle et quartier de la commune d'Alixan.

Ancien prieuré de l'ordre de Saint-Augustin (dépendant du prieuré de Saint-Félix de Valence puis de l'abbaye de Saint-Ruf) dont le titulaire était décimateur dans la paroisse d'Alixan.

### De la Révolution à aujourd'hui
Lors de la Révolution française, les évêques de Valence perdent leurs droits sur Alixan. Les terres détenues par des institutions religieuses, comme l'abbaye de Léoncel ou le prieuré de Coussaud, sont vendues comme biens nationaux et acquises par des familles d'Alixan[réf. nécessaire].
En 1790, la commune d'Alixan est comprise dans le canton de Montélier. La réorganisation de l'an VIII (1799-1800) la place dans le canton de Bourg-de-Péage.
Au XIXe siècle, Alixan reste une commune agricole. Elle perd une partie de son territoire en 1850 lors de la création de la commune de Saint-Marcel-lès-Valence[réf. nécessaire].
Après la révolution de février 1848, c’est le camp conservateur qui remporte les élections nationales. Le commissaire de la république, Ferlay, met en place des mesures autoritaires pour réduire l’influence de la gauche dans la Drôme, département républicain qui a envoyé 6 députés Montagne sur 7 à l’Assemblée. Ces mesures sont facilitées par la proclamation de l’état de siège à la suite du complot de Lyon. Et pour prévenir une résistance armée à ces mesures, il fait collecter les armes de tous les habitants, excepté ceux jugés surs. Une colonne de 500 soldats de la garnison de Romans passe ainsi de commune en commune pour ramasser les armes qui ont normalement été déposées en mairie.
À Alixan, la réaction au coup d’État du 2 décembre 1851 est faible, alors que la plupart des communes de la région s’étaient organisées pour s’armer et converger vers Valence ou Crest. La nouvelle du coup d’État est connue le 3. La mobilisation des insurgés fut décidée, selon les lieux, pour le 6 ou le 7. Le seul évènement à Alixan fut, le soir du 7 décembre, la circulation de groupes de 10 à 20 personnes après 23 heures (heure solaire, minuit heure actuelle). Du 6 au 8, la répression disperse les groupes d’insurgés dans les communes alentour. Le calme revenu, le préfet Ferlay lance la répression. La nuit du 16 au 17, plusieurs hommes, venus se faire raser au village ou moudre leur blé, sont attablés au cabaret. De leur côté, le commissaire de police de Bourg-de-Péage, quelques gendarmes et dix soldats du 32e de ligne et leur sergent arrêtent le maire du village, Drevet, puis se dirigent vers le village pour interpeller le cabaretier. Quand ils entrent au cabaret, tout le monde prend peur et s’enfuit : un tailleur est blessé d’un coup de baïonnette, et des coups de feu sont échangés. Deux autres villageois sont blessés, un soldat est tué. Trois personnes ne peuvent s’échapper et sont enchaînées. La troupe arrête encore l’instituteur, puis une autre personne à Châteauneuf-d’Isère, et conduit tout le monde à la prison de Romans. Le maire est révoqué et remplacé par Trouillet.
Alors que la répression dure toujours, vient le  plébiscite destiné à légaliser le coup d’État après coup, les 21 et 22 décembre. Les fugitifs sont encore traqués par les gendarmes et l’armée qui quadrillent la campagne, les perquisitions se succèdent, l’état de siège est encore en vigueur. Les autorités laissent entendre que si les habitants votent « bien », les condamnations seront moins sévères. Alors que les bulletins ‘’Oui’’ sont imprimés et fournis aux électeurs, celle des bulletins ‘’Non’’ est interdite, et c’est aux électeurs qui souhaitent s’opposer au plébiscite de fabriquer eux-mêmes le leur. Enfin, le vote se fait en remettant le bulletin plié au maire qui le glisse lui-même dans l’urne. Dans ces conditions, le secret du vote n’est pas respecté : les dossiers des inculpés mentionnent si la personne a voté ‘’Oui’’ ou ‘’Non’’, le fait étant parfaitement connu des autorités.
Au début du XXe siècle, les habitants d'Alixan subissent les méfaits des bandits surnommés  « les chauffeurs de la Drôme », notamment à la ferme des Blancs, où deux personnes de la famille Dorier sont assassinées en 1908[réf. nécessaire].
À la fin de la Seconde Guerre mondiale, le village est placé sous haute surveillance par les forces d'occupation à cause de la proximité du Vercors. Il subit quelques dégâts à la suite des brefs combats qui ont lieu lors de la remontée de la vallée du Rhône par les armées alliées[réf. nécessaire].

## Politique et administration

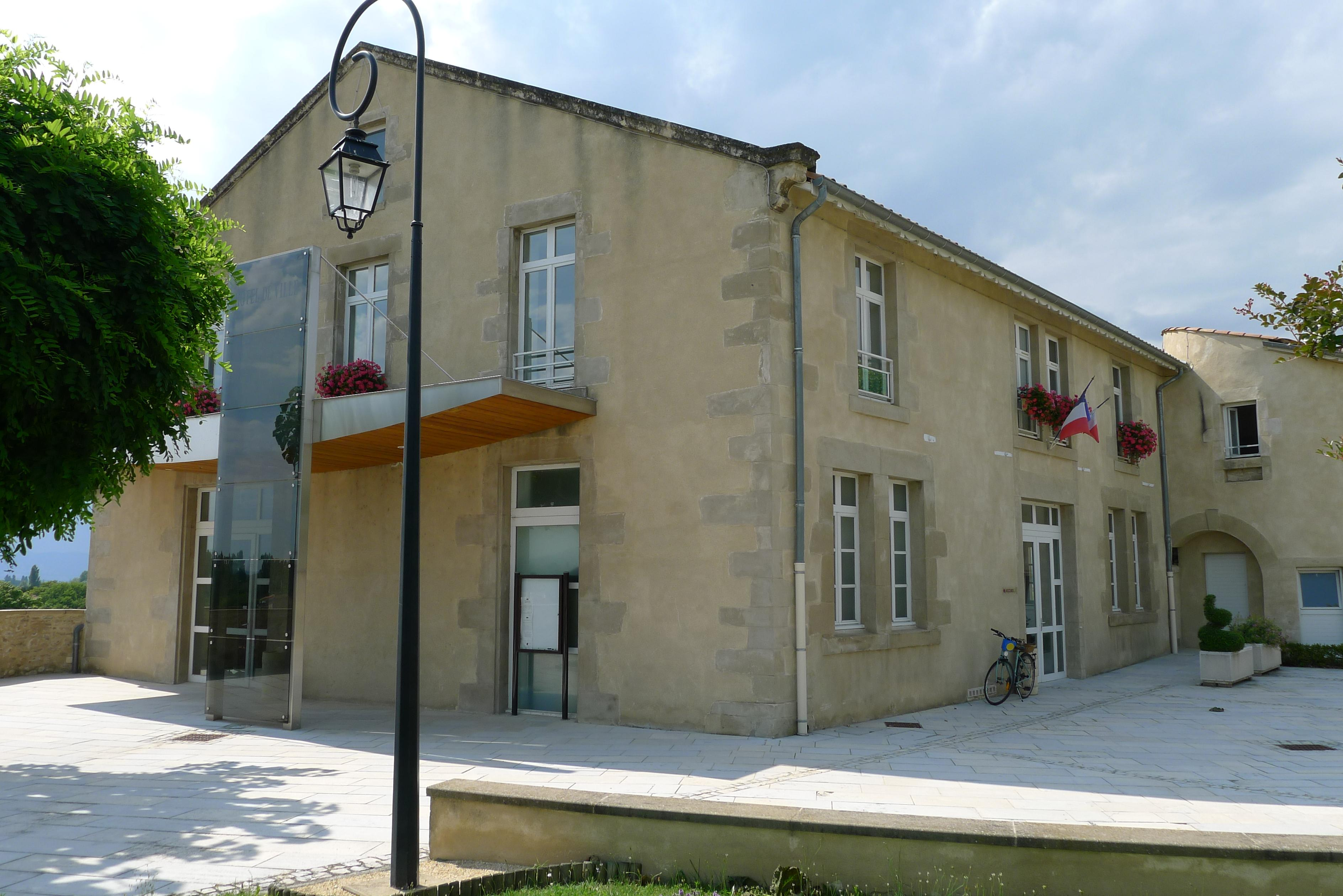
Mairie d'Alixan.

### Liste des maires
| Période                                                                      | Période                       | Identité                                 | Étiquette | Qualité                  |
| ---------------------------------------------------------------------------- | ----------------------------- | ---------------------------------------- | --------- | ------------------------ |
| Les données manquantes sont à compléter. : de la Révolution au Second Empire |                               |                                          |           |                          |
| 1790                                                                         | 1830                          |                                          |           |                          |
| 1830                                                                         | 1848                          | Joseph-François Payan-Dumoulin           |           |                          |
| 1848                                                                         | 1852                          | Ennemond Drevet                          |           | révoqué en décembre 1851 |
| 1852                                                                         | 1860                          | Jean Antoine Alexis Trouiller            |           |                          |
| 1860                                                                         | 1870                          | Ennemond Drevet                          |           |                          |
| 1870                                                                         | 1874                          | Pierre Rozeron                           |           |                          |
| 1874                                                                         | 1876                          | Jean Antoine Alexis Trouiller            |           |                          |
| 1876 (élection ?)                                                            | 1876                          | Pierre Rozeron                           |           |                          |
| 1876 (élection ?)                                                            | 1878                          | Hyppolite Gilibert                       |           |                          |
| 1878                                                                         | 1886                          | Pierre Rozeron                           |           |                          |
| 1886 (élection ?)                                                            | 1904                          | Jacques Gilibert                         |           |                          |
| 1904                                                                         | 1904                          | Lucien Junillon                          |           |                          |
| 1904 (élection ?)                                                            | 1911                          | Homère Barbier                           |           |                          |
| 1911 (élection ?)                                                            | 1912                          | Jean Merle                               |           |                          |
| 1912                                                                         | 1919                          | Paul Faibie                              |           |                          |
| 1919                                                                         | 1942                          | Homère Barbier                           |           | révoqué                  |
| 1942                                                                         | 1945                          | Henry Lacour                             |           |                          |
| 1945                                                                         | 1965                          | Georges Barbier                          |           |                          |
| 1965                                                                         | 1977                          | Emile Descombes                          |           |                          |
| 1977                                                                         | 1983                          | Marc Lafont                              |           |                          |
| 1983                                                                         | 1997                          | Albert Merle                             |           |                          |
| 1997 (élection ?)                                                            | 2008                          | Yves Dufaud                              | SE        |                          |
| 2008                                                                         | 2014                          | Josette Lefort                           | DVG       |                          |
| 2014                                                                         | 2020                          | Aurélie Bichon Larroque                  | SE        |                          |
| 2020                                                                         | En cours (au 11 février 2021) | Jean-Claude Duclaux[source insuffisante] | SE-DVD    |                          |

### Rattachements administratifs et électoraux
Alixan abrite le siège de la communauté d'agglomération Valence Romans Agglo.

### Politique environnementale
- Amélioration de la gestion des déchets ainsi qu'une meilleure intégration dans le paysage des containers de tri sélectifs.
- Mise en place d’une démarche de gestion des espaces verts moins gourmands en eau et qui a pour but d’aboutir à la suppression des produits phytosanitaires à horizon 2016.
- Utilisation d’éco-matériaux pour la rénovation de l'école élémentaire.

## Population et société

### Démographie
En 2022 , la commune d'Alixan comptait 2698 habitants. À partir du XXIe siècle, les recensements réels des communes de moins de 10 000 habitants ont lieu tous les cinq ans (2006, 2011, 2016 pour Alixan). Les autres chiffres sont des estimations.
| 1793  | 1800  | 1806  | 1821  | 1831  | 1836  | 1841  | 1846  | 1851  |
| ----- | ----- | ----- | ----- | ----- | ----- | ----- | ----- | ----- |
| 1 808 | 1 952 | 1 921 | 2 195 | 2 429 | 2 434 | 2 489 | 2 551 | 1 951 |

| 1856  | 1861  | 1866  | 1872  | 1876  | 1881  | 1886  | 1891  | 1896  |
| ----- | ----- | ----- | ----- | ----- | ----- | ----- | ----- | ----- |
| 2 056 | 1 988 | 1 952 | 1 855 | 1 751 | 1 619 | 1 661 | 1 591 | 1 540 |

| 1901  | 1906  | 1911  | 1921  | 1926  | 1931  | 1936  | 1946  | 1954  |
| ----- | ----- | ----- | ----- | ----- | ----- | ----- | ----- | ----- |
| 1 480 | 1 473 | 1 490 | 1 223 | 1 208 | 1 173 | 1 182 | 1 095 | 1 208 |

| 1962  | 1968  | 1975  | 1982  | 1990  | 1999  | 2006  | 2011  | 2016  |
| ----- | ----- | ----- | ----- | ----- | ----- | ----- | ----- | ----- |
| 1 142 | 1 149 | 1 099 | 1 335 | 1 703 | 2 080 | 2 217 | 2 455 | 2 497 |

| 2021  | 2022  | - | - | - | - | - | - | - |
| ----- | ----- | - | - | - | - | - | - | - |
| 2 645 | 2 698 | - | - | - | - | - | - | - |

### Enseignement
La commune est rattachée à l'académie de Grenoble.

### Médias
- Le Dauphiné libéré est un quotidien régional distribué sur l'agglomération de Valence. Il a une rédaction valentinoise.
- L'Écho Drôme Ardèche est un journal économique, basé à Valence. Il couvre les deux départements précités[24].
- Drôme Hebdo (anciennement Peuple Libre) est un journal hebdomadaire catholique basé à Valence. Il couvre l'actualité de tout le département de la Drôme.
- L'Agriculture Drômoise est un journal agricole et rural. Il couvre l'actualité de tout le département de la Drôme.

La commune est située sur l'aire de diffusion de Ici Drôme Ardèche, une radio publique également diffusée sur tout le territoire du département de la Drome et de l'Ardèche.

### Cultes
L'église paroissiale (propriété de la commune) et la communauté catholique d'Alixan sont rattachées à la paroisse Saint Pierre des Monts du Matin (diocèse de Valence) et plus précisément à la communauté Saint-Jean, l'une des quatre communauté de la paroisse.

## Économie

### Agriculture
En 1992 : céréales (coopérative agricole), fruits (coopérative de fruits et légumes), ovins.

### Commerce et industrie
Une partie du parc technologique et scientifique Rovaltain est située sur le nord-ouest de la commune. Elle est dénommée quartier de la Gare.

## Culture locale et patrimoine

### Lieux et monuments
- Xe siècle : château (actuelle mairie). Il ne reste qu'une tour et des souterrains (pour extraire la pierre de molasse qui a servi à construire les maisons du village)[réf. nécessaire].
- XIIe siècle : Église Saint-Didier d'Alixan de style roman, ancienne chapelle du château classée au titre des monuments historiques le 29 aout 1984[26].
- XVIe siècle : château de Feraillon[réf. nécessaire].
- XVIe siècle : ferme fortifiée de Beaulieu[13].
- Époque moderne : château de Vaugelas[réf. nécessaire].
- XIXe siècle : Clos Saint-Georges[13].

### Patrimoine culturel
- Artisanat d'art : poterie[13].

### Personnalités liées à la commune
- Joseph-François Payan-Dumoulin, né à Saint-Paul-Trois-Châteaux le 19 février 1759 et mort à Alixan le 20 mai 1852 : frère du conventionnel Claude-François Payan, mort guillotiné à Paris le 28 juillet 1794  avec Robespierre dont il avait soutenu sa politique de la Terreur. Joseph-François, après une carrière politique bien remplie, se retire en 1816 à Alixan dont il devient maire en 1830, place qu'il occupe jusqu'en 1848[réf. nécessaire].
- Jérôme François Quiot (né en 1748 à Alixan, mort en 1806 à Alixan) : député suppléant à la Convention.
- Jean-Étienne Vachier dit Championnet (né en 1762 à Alixan, mort en 1800) : général des armées de la République. Il est nommé successivement commandant en chef de l'armée de Rome qui conquiert Capoue puis Naples en 1798, de l'armée des Alpes en 1799 puis de l'armée d'Italie où il tombe malade du typhus. Bonaparte le remplace par Massena peu avant qu'il meure à Antibes en janvier 1800. Une statue monumentale, érigée en 1848, s'élève sur le Champ de Mars à Valence.
- Joachim Jérôme Quiot du Passage (né en 1775 à Alixan, mort en 1849) : général des armées de l'Empire.

### Héraldique, logotype et devise
|  | Alixan possède des armoiries dont l'origine et le blasonnement exact ne sont pas disponibles. |